# Melchior Neumayr
Melchior Neumayr (24 octobre 1845 à Munich – 29 janvier 1890 à Vienne) est un palaeontologue autrichien. Il est le fils de Max von Neumayr, un ministre d'État (Staatsminister) de Bavière.